# Pizza índia
La pizza índia, a voltes citada com Desi Pizza, és un tipus de pizza realitzada amb ingredients propis de la cuina índia. Popular a ciutats com Londres o Nova York, es considera que la pizza índia naix el 1986 a San Francisco, quan Dalvinder Multani adqureix una pizzeria anomenada Zante i comença a comercialitzar pizzes amb ingredients del seu país. Es tracta d'un producte realitzat per immigrants indis, per la qual cosa no és un plat típic de la gastronomia de l'Índia.
Dalvinder treballava a una pizzeria de Nova York, quan el 1986 adquireix la pizzeria Zante a San Francisco. Tot i que el seu objectiu inicial era obrir un restaurant indi, va mantenir en la carta el plat principal de l'anterior establiment, i eventualment, acabaria fusionant les dos cuines, donant lloc a la pizza índia. Inicialment hi oferia dos versions diferents, una vegetariana i una altra amb carn.
Quan a partir de la dècada del 1990 la pizza s'introdueix al mercat indi, amb l'arribada de multinacionals com Pizza Hut el 1996, les cadenes adaptaran les receptes als gustos locals.